# Dolichupis virgo
Dolichupis virgo là một loài ốc biển nhỏ, là động vật thân mềm chân bụng sống ở biển trong họ Triviidae.

## Miêu tả
Chiều dài tối đa của vỏ ốc được ghi nhận là 7.3 mm.

## Môi trường sống
Độ sâu tối thiểu được ghi nhận là 33 m. Độ sâu tối đa được ghi nhận là 33 m.